# Bitwa o Al-Bab
Bitwa o Al-Bab – walka o wyparcie Państwa Islamskiego z miasta Al-Bab w muhafazie Aleppo, na którą składała się ofensywa rozpoczęta armii tureckiej i wspierających ją rebeliantów od strony północnej, natarcie Syryjskich Sił Demokratycznych (SDF) od wschodu i zachodu miasta oraz uderzenie Sił Zbrojnych Syrii od południowego zachodu.
Celem wszystkich trzech sił atakujących było zlikwidowanie ISIS i odebranie mu terytorium, lecz ze względu na różne interesy polityczne i strategiczne przeszkadzały one sobie wzajemnie, a nawet bezpośrednio ze sobą walczyły. W wyniku bitwy siły pod dowództwem Turcji zajęły Al-Bab, Kabbasin i Biza’a, armia syryjska zdobyła Tadif, a SDF zyskały parę miejscowości na wschodzie i zachodzie od miasta.

## Tło
W 2016 roku zbliżała się do końca długotrwała bitwa o Aleppo, gdzie rządowe siły syryjskie uzyskały przewagę nad bojówkami rebeliantów. Natomiast w północnej i północno-wschodniej części Syrii znaczne terytorium wywalczyli sobie Kurdowie, zorganizowani m.in. w Powszechne Jednostki Ochrony. Od 2014 tworzyli tam autonomiczną administrację. Kurdowie aktywnie uczestniczyli w walce z Państwem Islamskim (ISIS), nawiązali współpracę z amerykańską koalicją CJTF-OIR, a 12 sierpnia 2016 zdobyli Manbidż.
Rosnąca w siłę kurdyjska autonomia była nie w smak Turcji, gdyż państwo to było wieloletnim wrogiem kurdyjskich ruchów niepodległościowych i separatystycznych. 24 sierpnia 2016 Tureckie Siły Zbrojne rozpoczęły operację „Tarcza Eufratu”, wymierzoną zarówno przeciw ISIS jak i oddziałom Kurdów. 28 sierpnia wskutek tureckiego bombardowania zginęło 20 osób. 30 sierpnia USA zarządziły rozejm w regionie. Zawieszenie broni zostało przyjęte przez Kurdów, lecz skrytykowane przez Turcję chcącą kontynuować działania przeciw Kurdom. Turcy i Kurdowie, zajęci sobą, nie zapobiegli przejęciu czterech pobliskich wsi (m.in. Arab Hasan Saghir) przez ISIS.

## Przebieg

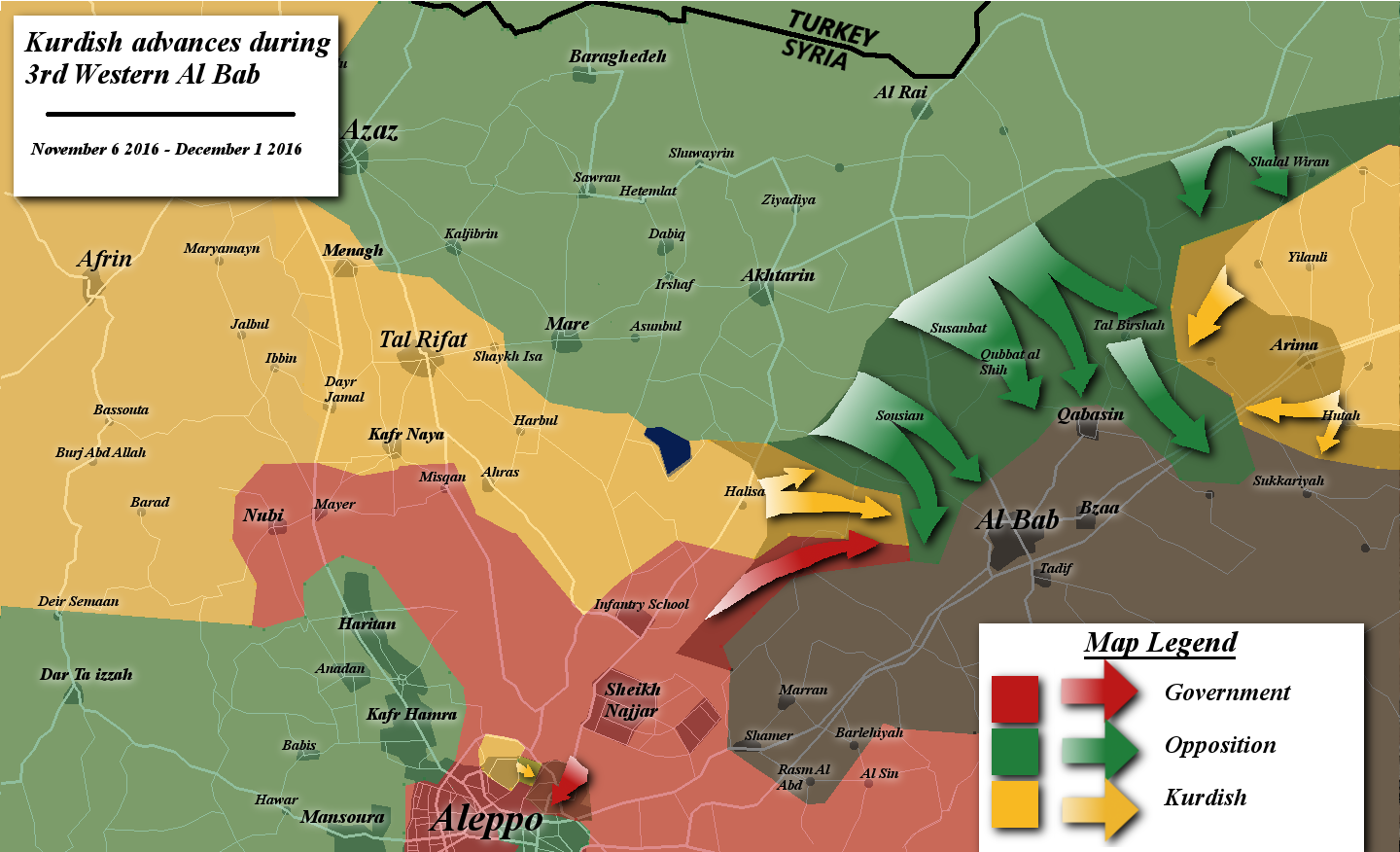
„Wyścig” do Al-Bab

„Wyścig” do Al-Bab rozpoczęła 6 listopada 2016 tzw. Wolna Armia Syrii, formacja rebeliancka, sprzyjająca Turcji. Kurdowie natychmiast zareagowali rozpoczynając natarcie spod miejscowości Al-Arima.
Do 15 listopada pro-tureccy bojownicy zdobyli Kabbasin, lecz 19 listopada miejscowość tę ponownie przejęło ISIS. 21 listopada Turcy zaatakowali Kurdów na wschód od Al-Bab, a następnego dnia przejściowo opanowały Kabbasin. Na ten moment bitwa była dosłownie trójstronna, gdyż siły tureckie, kurdyjskie i ISIS walczyły każdy z każdym. 24 listopada trzech Turków zginęło w ataku powietrznym, o który podejrzewano Syrię (rząd Syrii zaprzeczył).
2 grudnia pro-tureccy bojówkarze otrzymali rozkaz wstrzymania ofensywy na Al-Bab. Tę kilkudniową przerwę w działaniach zbrojnych przeciw ISIS potwierdzili Kurdowie. Działania wznowiono w drugiej połowie miesiąca, a 21 grudnia oddziały pro-tureckie weszły na drogę łączącą Al-Bab z Aleppo. 23 grudnia Recep Tayyip Erdoğan nazwał bitwę o Al-Bab „prawie skończoną”, lecz dwa dni później ISIS podjęło kontratak. Trzydziestu cywilów zostało zabitych przez ISIS podczas próby ewakuacji z Al-Bab. W tym czasie Siły Zbrojne Syrii rozprawiły się z rebeliantami w Aleppo i mogły użyć 10 000 żołnierzy na kierunku Al-Bab.
Po nowym roku, FSA oskrzydliła Al-Bab od północnego wschodu, tym samym odcinając Kurdów od tego miasta. W walkach z ISIS uczestniczyła też armia turecka. 16 stycznia do walk o Al-Bab włączyła się Syria (rząd centralny), której lotnictwo ostrzelało pozycje terrorystów. 17 stycznia kryjówki islamistów zostały też zbombardowane przez samoloty amerykańskie. Do końca stycznia syryjscy żołnierze opanowali wsie położone na południe od Al-Bab. Tylko w ramach ofensywy Sił Zbrojnych Syrii zabito 650 terrorystów. Poległo też minimum trzynastu Syryjczyków. Współdziałająca z Turcją tzw. Wolna Armia Syrii (FSA) straciła ponad 500 zabitych w walce z ISIS.
Do 6 lutego ISIS w Al-Bab znalazło się w całkowitym okrążeniu. W mieście pozostawało około 5000 terrorystów. Jednym z ich liderów był Jonathan Jeffrey, obywatel Francji, 20 lutego schwytany przez pro-turecką FSA.
23 lutego 2017 pozostali terroryści ISIS w Al-Bab poddali się Turkom. Tego samego dnia Turcy opanowali też Kabbasin i Biza’a.
Pomimo utraty Al-Bab, ISIS pozostało zagrożeniem dla tej okolicy. 24 lutego 2017 islamiści przeprowadzili dwa zamachy we wsi Susijan, zabijając łącznie 68 osób. W związku z zagrożeniem terrorystycznym, Siły Zbrojne Syrii kontynuowały natarcie na wschód. Natarciu przewodziły wsławione w bojach „Siły Tygrysa”, czyli oddziały, którymi dowodził Suhajl al-Hasan. 26 lutego żołnierze zdobyli miejscowość Tadif przyległą do Al-Bab. 27 lutego, z inicjatywy rosyjskiej, zarządzono zawieszenie broni.

## Reakcje
- Rożawa: Władze autonomii twierdziły, że przejęcie Al-Bab przez pro-tureckich bojowników było wynikiem zmowy między Turcją a Syrią zakładającej wycofanie tureckiego poparcia dla rebeliantów w Aleppo w zamian za „wolną rękę” w Al-Bab – miałoby to uniemożliwić połączenie sił między terytoriami kontrolowanymi przez Kurdów[37].
- Turcja: Wicepremier Numan Kurtulmuş oświadczył, że Turcja nie odda zajętego obszaru rządowi Syrii[38].

## Następstwa
Pomimo zawieszenia broni 27 lutego 2017, sytuacja w rejonie Al-Bab pozostała niespokojna. 28 lutego w ataku ISIS zginęło 11 syryjskich żołnierzy.
Siły Zbrojne Syrii ponowiły ofensywę w marcu, odbijając Dajr Hafir, ostatni bastion ISIS w muhafazie Aleppo. W rezultacie Syryjczycy rozdzielili obszar zajmowany przez Turków i FSA od tego zajmowanego jeszcze przez ISIS, wychodząc na Równiny Maskana (Maskanah Plains) nad Zbiornikiem Al-Asad.
Strategicznym znaczeniem bitwy o Al-Bab było nawiązanie ograniczonej współpracy syryjskiej armii i Kurdów przeciwko działaniom Turcji (wcześniej już podejmowano taką niepewną współpracę w obronie przed ISIS). Natomiast tzw. Wolna Armia Syrii stała się formacją całkowicie zależną od Turcji i realizującą jej interesy.